# Ейткен (кратер)

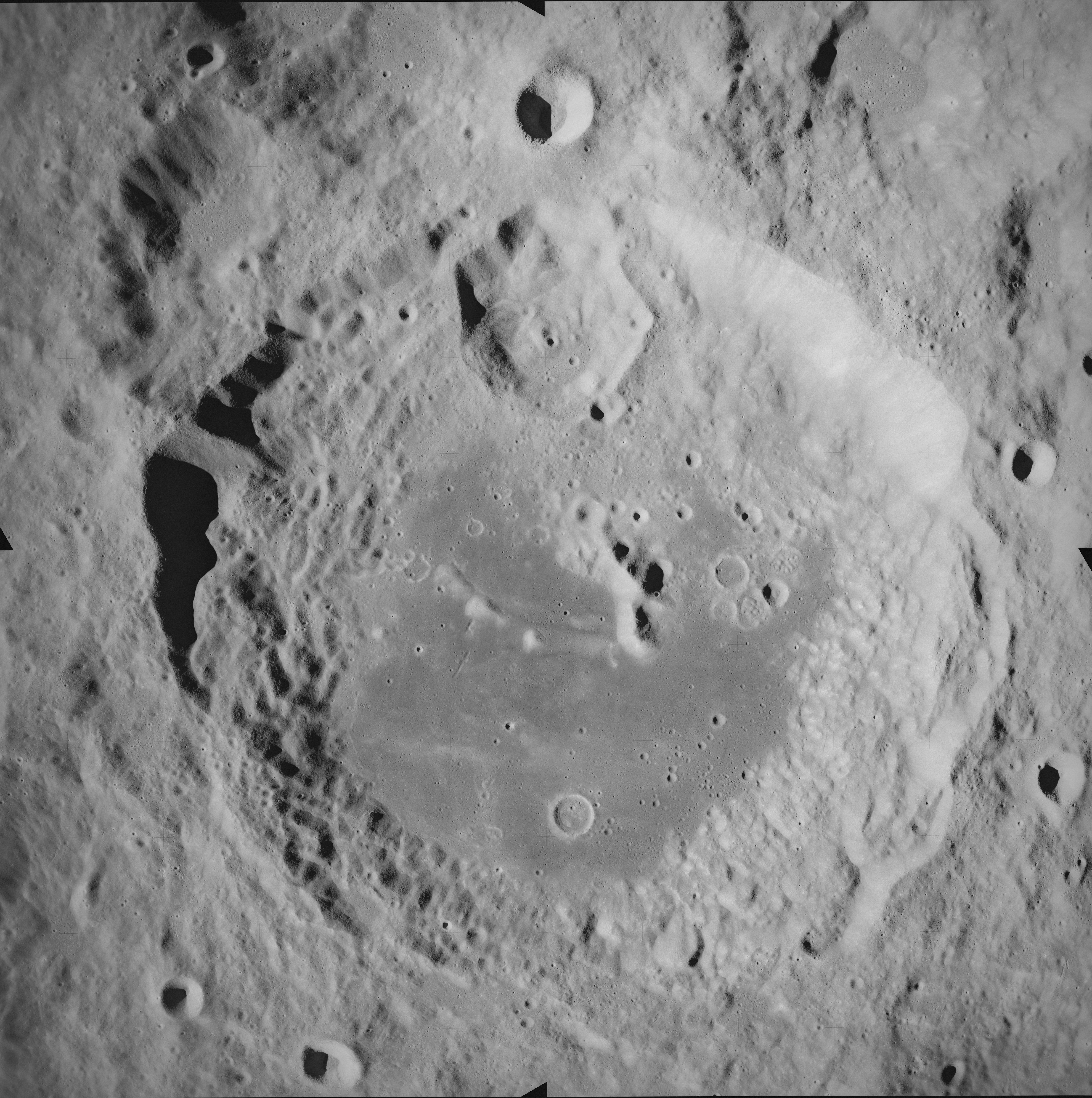
Світлина кратера Ейткен з «Аполлона-17»

Ейткен — кратер, розташований на зворотному боці Місяця. Лежить на південний схід від кратера Хевісайда і на північ від кратера Ван де Грааф. На південний схід від кратера Ейткен розташований менший кратер Бергстранд, а на південний захід — Вертрегт.
Усередині кратера також кілька невеликих кратерів.
Цей кратер розташований на північній околиці басейну Південний полюс — Ейткен.

## Сателітні кратери
| Ейткен | Широта  | Довгота  | Діаметр |
| ------ | ------- | -------- | ------- |
| A      | 14.0° S | 173.7° E | 13 km   |
| C      | 14.0° S | 175.8° E | 74 km   |
| G      | 16.8° S | 174.2° E | 7 km    |
| N      | 17.7° S | 172.7° E | 7 km    |
| Y      | 12.0° S | 173.2° E | 35 km   |
| Z      | 15.1° S | 173.3° E | 33 km   |